# Dozor-2
Dozor-2 (ros. Дозор-2) – rosyjski wielozadaniowy bezzałogowy statek powietrzny.

## Historia
Dozor-2 został opracowany przez firmę Tranzas (ros. Транзас) w 2005 r., jego głównym konstruktorem jest Giennadij Trubnikow. System sterowania dronem został opracowany przez TieKnoł (ros. ООО „ТеКнол”). Obejmuje on autopilota, system nawigacji bezwładnościowej, odbiornik nawigacji satelitarnej GLONASS/GPS oraz pamięć do rejestracji parametrów lotu oraz zdjęć i filmów wideo ze sprzętu obserwacyjnego. Dron może magazynować dane z ostatnich 30 godzin lotu. Dron służy do prowadzenia rozpoznania i monitorowania sytuacji kryzysowych, poszukiwania ofiar, nadzoru nad obiektami gospodarczymi (rurociągi naftowe i gazociągi, magazyny, linie energetyczne i sieci ciepłownicze, kolej i drogi, lasy, grunty rolne itp.), patrolowania granic lądowych i morskich, prowadzenia badań geologicznych, kartografii cyfrowej, ochrony obiektów i obszarów o znaczeniu strategicznym.
Dozor-2 stanowi część systemu, w skład którego wchodzi naziemne stanowisko kontroli lotu oraz trzy drony. Maszyny są przechowywane w kontenerach transportowych, w których również znajdują się części zamienne. Do transportu systemu wykorzystywany jest samochód Land Rover Defender 110. Obsługę zapewniają trzy osoby: operator-pilot, specjalista ds. przetwarzania danych oraz mechanik, które są w stanie przygotować drona do lotu w ciągu 30 minut. Mają one do dyspozycji stanowisko kontrolne pozwalające na sterowanie dronem i odbiór od niego informacji w czasie rzeczywistym. Po przetworzeniu dane są przekazywane odbiorcom zewnętrznym.
Dron może przenosić ładunek użyteczny o masie do 8 kg, w skład którego może wchodzić aparat cyfrowy o rozdzielczości 12 Mps, kamery o rozdzielczości 752 × 582 px czy systemy termowizyjne. Wyposażenie to jest zabudowane w modułowych głowicach co ułatwia i przyspiesza przystosowanie drona do wykonania bieżącego zadania. 
Dozor-2 został zademonstrowany publicznie jesienią 2007 roku na szczycie rosyjsko-kazachskim w Nowosybirsku oraz na Międzynarodowej Wystawie Lotniczo-Kosmicznej w 2008 r. w Żukowskim. Oblotu dokonano w 2008 r. W późniejszych latach projekt był rozwijany pod nazwą Dozor-50. W tej wersji wzrosła masa startowa drona do 50 kg, ładunek użyteczny został powiększony do 5 kg. Zmniejszony został zasięg lotu do 600 km, a czas lotu do 6 godzin.